# Немолва
Немолва́ — деревня в Ретюнском сельском поселении Лужского района Ленинградской области.

## История

### XIX век — начало XX века
Деревня Нимолва и при ней усадьба помещика Назимова, обозначены на карте Санкт-Петербургской губернии Ф. Ф. Шуберта 1834 года.

НЕМОЛВА — деревня, принадлежит: ротмистру Ивану Неплюеву, число жителей по ревизии: 12 м. п., 13 ж. п.

коллежской советнице Елене Белявской, число жителей по ревизии: 12 м. п., 14 ж. п.

секунд-майору Семёну Колокольцову, число жителей по ревизии: 5 м. п., 6 ж. п. (1838 год)

Деревня Нимолва отмечена на карте профессора С. С. Куторги 1852 года.

НЕМОЛВА — деревня господ Неплюева, Белавской и Колокольцова, по просёлочной дороге, число дворов — 7, число душ — 32 м. п. (1856 год)

Согласно X-ой ревизии 1857 года деревня состояла из трёх частей:

1-я часть: число жителей — 10 м. п., 10 ж. п.
  
2-я часть: число жителей — 16 м. п., 13 ж. п.

3-я часть: число жителей — 4 м. п., 4 ж. п.

НЕМОЛВА — деревня владельческая при ключе, число дворов — 7, число жителей: 23 м. п., 24 ж. п. (1862 год)

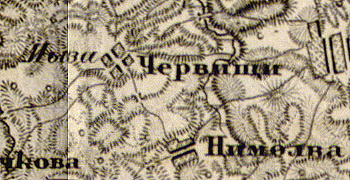
Деревня Немолва на карте 1863 года

Согласно карте из «Исторического атласа Санкт-Петербургской Губернии» 1863 года деревня называлась Нимолва.
В 1869—1871 годах временнообязанные крестьяне деревни выкупили свои земельные наделы у Н. И. Неплюева и стали собственниками земли.
Согласно подворной описи Шильцевского общества Городецкой волости 1882 года, деревня называлась Немолва и состояла из трёх частей:
 
1) бывшее имение Мураич, домов — 4, душевых наделов — 10, семей — 6, число жителей — 11 м. п., 7 ж. п.; разряд крестьян — водворённые на земле мелкопоместных владельцев.
  
2) бывшее имение Неплюева, домов — 8, душевых наделов — 16, семей — 7, число жителей — 20 м. п., 24 ж. п.; разряд крестьян — собственники.
 
3) бывшее имение Колокольцева, домов — 2, душевых наделов — 3, семей — 2, число жителей — 5 м. п., 5 ж. п.; разряд крестьян — собственники.
В XIX веке деревня административно относилась ко 2-му стану Лужского уезда Санкт-Петербургской губернии, в начале XX века — к Городецкой волости 5-го земского участка 4-го стана.
По данным «Памятной книжки Санкт-Петербургской губернии» за 1905 год деревня Немолва входила в Шильцевское сельское общество.

### 1917—1991 годы
С 1917 по 1923 год деревня Немолва входила в состав Буянского сельсовета Городецкой волости Лужского уезда.
С 1923 года, в составе Лопанецкого сельсовета.
С 1924 года, в составе Шильцевского сельсовета.

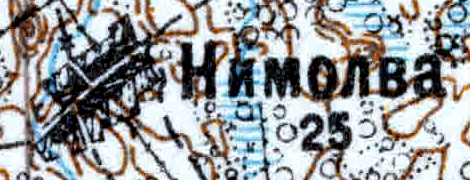
Деревня Немолва карте 1926 года

Согласно топографической карте 1926 года деревня называлась Нимолва и насчитывала 25 дворов.
С 1927 года, в составе Лужской волости, а затем Лужского района.
В 1928 году население деревни Немолва составляло 98 человек.
По данным 1933 года деревня Немолва входила в состав Шильцевского сельсовета Лужского района.
C 1 августа 1941 года по 31 января 1944 года деревня находилась в оккупации.
В 1958 году население деревни Немолва составляло 47 человек.
По данным 1966 и 1973 годов деревня Немолва также входила в состав Шильцевского сельсовета.
По данным 1990 года деревня Немолва входила в состав Ретюнского сельсовета.

### 1991 год — настоящее время
По данным 1997 года в деревне Немолва Ретюнской волости проживали 5 человек, в 2002 году — 6 человек (русские — 83 %).
В 2007 году в деревне Немолва Ретюнского СП проживали 11 человек.

## География
Деревня расположена в южной части района близ автодороги 41К-145 (Ретюнь — Сара-Лог).
Расстояние до административного центра поселения, деревни Ретюнь — 10 км.
Расстояние до ближайшей железнодорожной станции Серебрянка — 7 км.

## Демография
| 1838 | 1862 | 1928 | 1958 | 1997 | 2007 | 2010 |
| ---- | ---- | ---- | ---- | ---- | ---- | ---- |
| 62   | ↘47  | ↗98  | ↘47  | ↘5   | ↗11  | ↘10  |
| 2017 |      |      |      |      |      |      |
| ↗13  |      |      |      |      |      |      |

## Улицы
Болотная, Кормовая территория, Лесной переулок, Полевая, Придорожная, Рыбацкая, Садовый переулок, Центральная, Школьная.